# エドワード・ディグビー (1746年没)
エドワード・ディグビー閣下（英語: Hon. Edward Digby、1693年ごろ – 1746年10月2日）は、グレートブリテン王国の政治家。トーリー党に所属し、1726年から1746年まで庶民院議員を務めた。

## 生涯
第5代ディグビー男爵ウィリアム・ディグビー（1662年 – 1752年）と妻ジェーン（Jane、旧姓ノエル（Noel）、1667年ごろ – 1733年9月10日、初代ゲインズバラ伯爵エドワード・ノエルの娘）の三男として、1693年ごろに生まれた。
1726年4月に兄ロバートが死去すると、同年5月にウォリックシャー選挙区で行われた補欠選挙においてトーリー党候補として当選した。この時代のウォリックシャーは「ホイッグ党員がほとんどいない州」と言われており、以降ディグビーは1727年、1734年、1741年の総選挙で再選した。
議会では野党の一員として頻繁に演説し、1730年から1734年にかけて常備軍や外国兵士の雇用に反対、1734年に官職法案（Place Bill、官職就任者の議員兼任を禁じる法案）に賛成、1742年にロバート・ウォルポールが首相を辞任するとウォルポール内閣に対する秘密調査委員会に賛成した。ウィルミントン伯爵内閣の成立に伴いトーリー党員の一部が与党に転じると、ディグビーは政治に幻滅するようになり、友人の第6代ウォード男爵ジョン・ウォードへの手紙でその心情を吐露した。
父と同じくアメリカにおけるジョージア植民地設立のための信託を支持、信託の初代会長（chairman）を務めた。
1746年10月2日、父に先立って死去した。

## 家族
1729年7月10日、シャーロット・フォックス（Charlotte Fox、1778年11月没、サー・スティーブン・フォックスの娘）と結婚、6男1女をもうけた。
- エドワード（1730年7月5日 – 1757年11月30日） - 第6代ディグビー男爵[2]
- ヘンリー（1731年7月21日 – 1793年9月25日） - 第7代ディグビー男爵、初代ディグビー伯爵[2]
- ロバート（英語版）（1732年12月20日 – 1815年2月25日） - 海軍軍人、庶民院議員。1784年8月19日、イリナ・エリオット（Eleanor Elliot、1830年7月28日没、アンドルー・エリオットの娘）と結婚、子供なし[6][5]
- ウィリアム（1733年1月21日 – 1788年9月18日） - 1766年4月14日、シャーロット・コックス（Charlotte Cox、1791年6月27日没、ジョセフ・コックスの娘）と結婚、子供あり[5]
- スティーブン（1742年5月10日 – 1800年5月30日） - 陸軍大佐。1771年10月1日、ルーシー・フォックス＝ストラングウェイズ（Lucy Fox-Strangways、1787年8月16日没、初代イルチェスター伯爵スティーブン・フォックス＝ストラングウェイズ（英語版）の娘）と結婚、子供あり[5]。1790年1月6日、シャーロット・マーガレット・ガニング（Charlotte Margaret Gunning、1794年没、初代準男爵サー・ロバート・ガニング（英語版）の娘）と再婚、子供あり[5]
- チャールズ（1743年4月22日 – 1810年9月10日） - 1775年1月5日、プリシラ・メリアー（Priscilla Mellier、1837年12月14日没、ウィリアム・メリアーの娘）と結婚、子供あり[5]
- シャーロット（1753年6月16日没） - 生涯未婚[7]